# Radosław Mołoń
Radosław Tomasz Mołoń (ur. 1 września 1973 w Jarosławiu) – polski samorządowiec, działacz partyjny i prawnik, w latach 2010–2014 wicemarszałek województwa dolnośląskiego.

## Życiorys
Odbył studia prawnicze na Wydziale Prawa, Administracji i Ekonomii Uniwersytetu Wrocławskiego. W latach 1996–2000 pracował w Biurze Finansowo-Prawnym Petrvs Consulting, a później w spółkach PPU Argo i Elsur. Organizował też akcje społeczne, m.in. „Kartę życia – Uratuj Życie Innym” i konsultacje społeczne, a także organizował konferencje dotyczące m.in. zapłodnienia in vitro i waluty euro.
Przez kilkanaście lat był działaczem Sojuszu Lewicy Demokratycznej. Od 2004 był zatrudniony w Radzie Dolnośląskiej SLD we Wrocławiu, a od 2005 – w Radzie Krajowej SLD w Warszawie. W 2007 objął funkcję sekretarza Rady Dolnośląskiej SLD i dyrektora dolnośląskiego biura poselskiego SLD we Wrocławiu. Był wiceprzewodniczącym, a od 2012 przewodniczącym dolnośląskich struktur ugrupowania. Zasiadł także we władzach krajowych partii. W 2010, 2014 i 2018 bez powodzenia kandydował do sejmiku dolnośląskiego. W lutym 2015 został pełnomocnikiem zarządu województwa ds. realizacji Regionalnego Programu Operacyjnego.
1 grudnia 2010 powołany na stanowisko wicemarszałka województwa dolnośląskiego, odpowiedzialnego za sprawy społeczne, kulturę i sport. Pełnił tę funkcję do końca kadencji w 2014. W 2015 kandydował do Senatu w okręgu nr 7, zdobywając 13,32% głosów i zajmując 3. miejsce wśród 4 kandydatów. W 2019, po opuszczeniu SLD, startował bez powodzenia do Sejmu jako kandydat partii Inicjatywa Polska z listy Koalicji Obywatelskiej. W 2024 bezskutecznie ubiegał się o urząd wójta Kobierzyc.